# 八丁沖

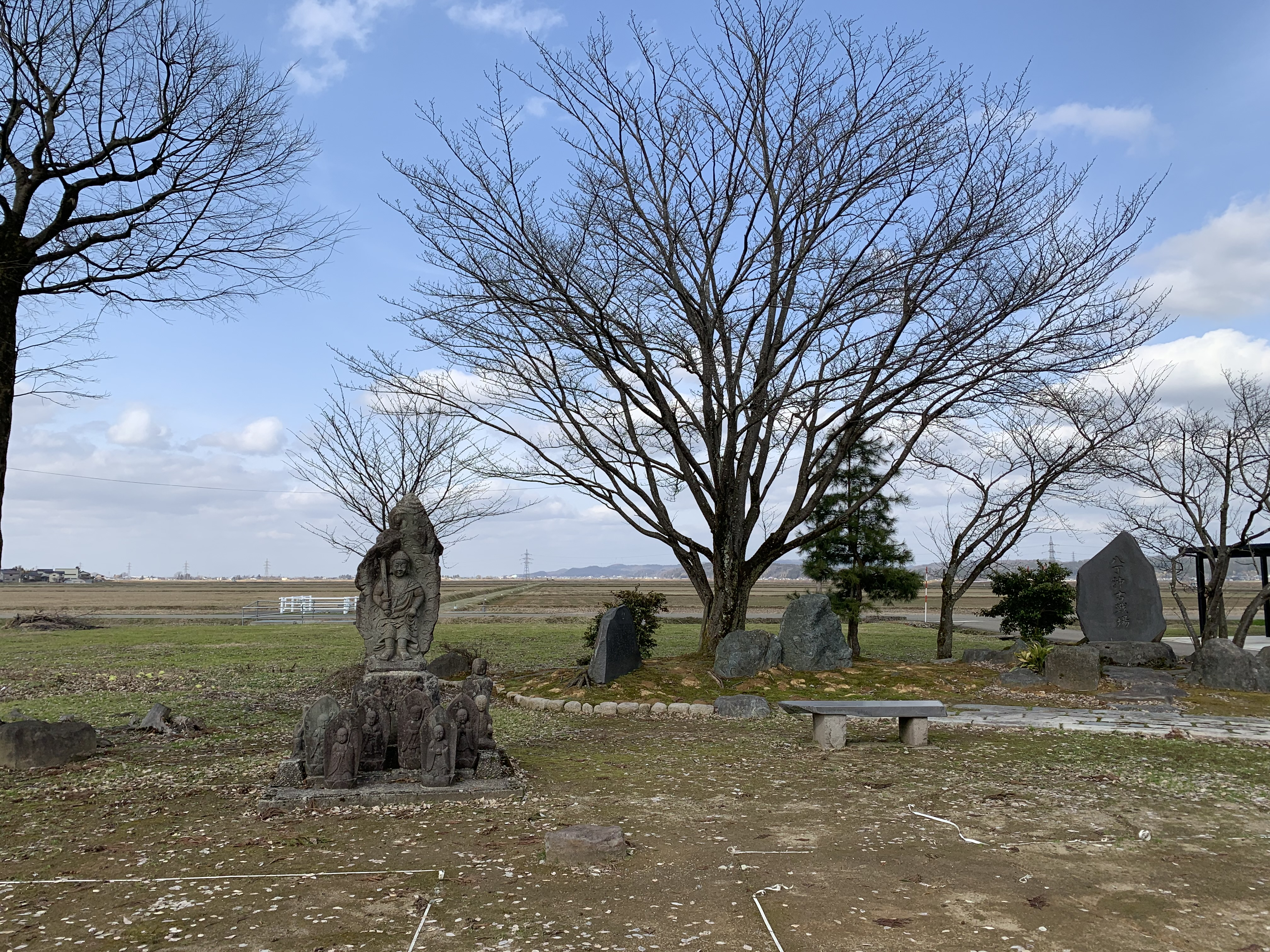
八丁沖古戦場パーク

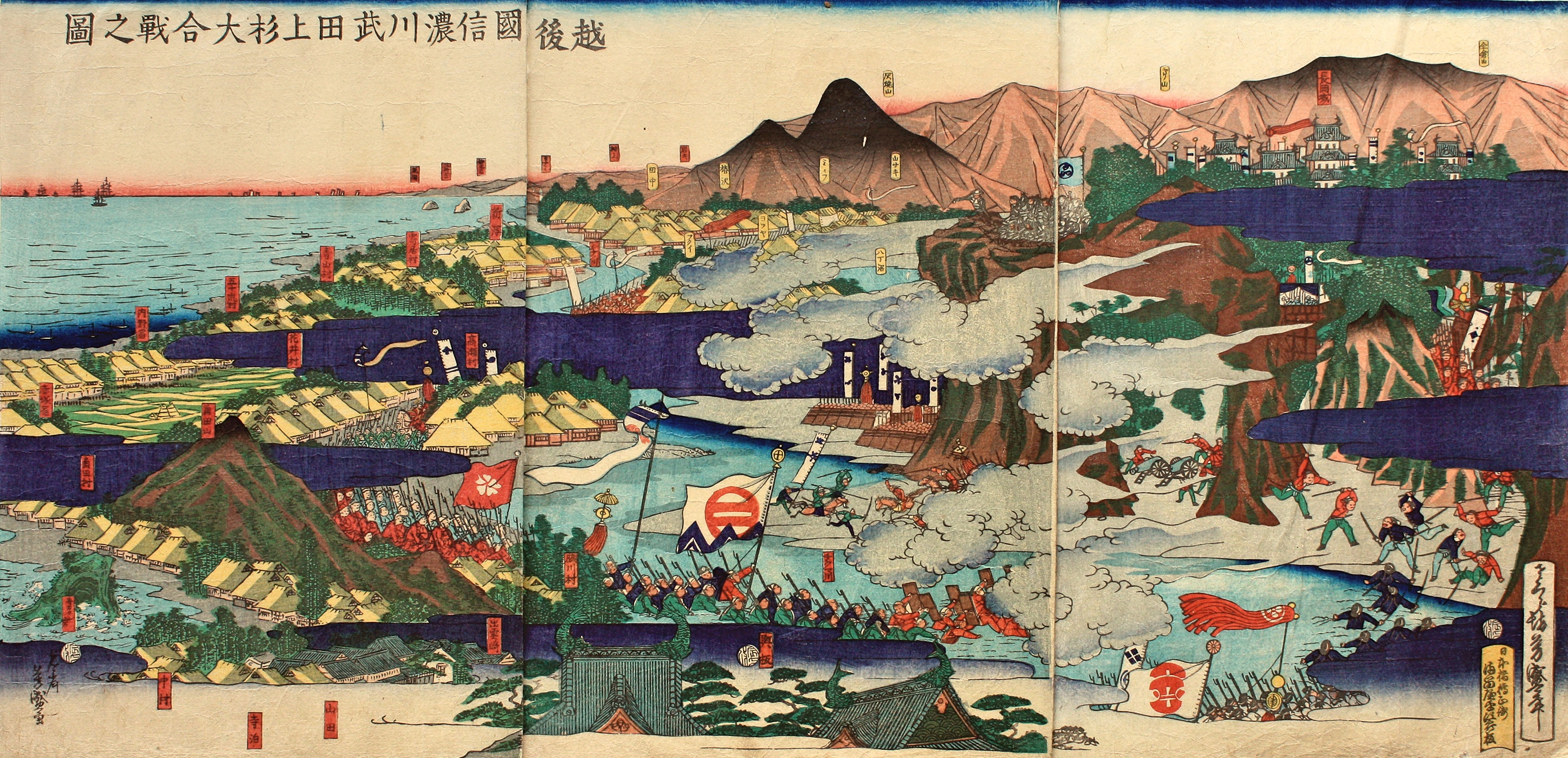
北越戦争を描いた浮世絵『越後国信濃川武田上杉大合戦之図』（当時の政府に配慮して、北越戦争を武田・上杉の戦いに見立てている）に八丁沖（長岡城の左下、図内では八丁沼）が描かれている。

八丁沖（はっちょうおき）とは、新潟県長岡市および見附市に跨る地域にあった湿地帯。現在は干拓され、広大な水田が広がる。
長岡城の背後に広がり、北越戦争の際に長岡藩の家老、河井継之助がこの八丁沖を深夜にかけて渡り、長岡城を奪還したこと（八丁沖の戦い）で有名である。なお、本作戦の道案内を務めた鬼頭熊次郎は富島の戦いで戦死している。この富島には八丁沖古戦場パークという公園があり、公園内に「八丁沖古戦場」の碑が建立されている。
八丁沖のあった地域は信濃川の支流猿橋川の流域であり、猿橋川とその支川が下流から見ると扇を広げたように広がる。下流の中之島地区の農村が猿橋川の堰上げにより取水しており、恒常的に水位が高かったこと、信濃川が増水すると（他の支流と同様に）たびたび本流からの逆流が発生したことにより、八丁沖の排水には長らく有効な策を打てずにいた。
だが、1922年(大正11年)に通水した大河津分水路により信濃川下流部の水位が下がったことを転機に、元々長呂地先で信濃川へ合流していた猿橋川を約9km下流の大河津分水路本流側洗堰の直下まで延長したうえ、福島江用水の延長を代替水源とした長呂堰の開放（1984年に完全撤去）により猿橋川の水位を下げることに成功し、八丁沖は干拓されて今日見られる水田地帯に変貌した。